# Nuoto ai campionati europei di nuoto 2022 - Staffetta mista 4x100 metri misti
La gara della staffetta 4x100 metri misti mista ai Campionati europei di nuoto 2022 si è svolta il 12 agosto 2022. Al mattino si sono svolte le batterie, mentre la finale si è disputata nel pomeriggio.

## Podio
| Pos.    | Nazione       | Atleta |
| ------- | ------------- | --- |
| Oro     | Paesi Bassi   | Kira Toussaint Arno Kamminga Nyls Korstanje Marrit Steenbergen Tessa Giele                                                         |
| Argento | Italia        | Thomas Ceccon Nicolò Martinenghi Elena Di Liddo Silvia Di Pietro Michele Lamberti Francesca Fangio Ilaria Bianchi Leonardo Deplano |
| Bronzo  | Gran Bretagna | Medi Harris James Wilby Jacob Peters Anna Hopkin Lauren Cox Greg Butler                                                            |

## Record
Prima della manifestazione il record del mondo (RM), il record europeo (EU) e il record dei campionati (RC) erano i seguenti.
|  | 3'37"58 | Gran Bretagna | 31 luglio 2021 Tokyo    |
|  | 3'37"58 | Gran Bretagna | 31 luglio 2021 Tokyo    |
|  | 3'38"82 | Regno Unito   | 20 maggio 2021 Budapest |

## Risultati

### Batterie
| Pos. | Batteria | Corsia | Nazione       | Atleta | Tempo       | Note |
| ---- | -------- | ------ | ------------- | --- | ----------- | ---- |
| 1    | 1        | 4      | Paesi Bassi   | Kira Toussaint (1'00"22) Arno Kamminga (59"61) Nyls Korstanje (51"63) Tessa Giele (55"18)                       | 3'46"64     | Q    |
| 2    | 1        | 6      | Germania      | Ole Braunschweig (53"78) Lucas Matzerath (59"76) Angelina Köhler (58"47) Nele Schulze (55"13)                   | 3'47"14     | Q    |
| 3    | 1        | 3      | Polonia       | Paulina Peda (1'01"85) Dawid Wiekiera (1'00"26) Adrian Jaśkiewicz (51"78) Aleksandra Polańska (54"19)           | 3'48"08     | Q    |
| 4    | 1        | 7      | Gran Bretagna | Lauren Cox (1'02"49) Greg Butler (1'00"95) Jacob Peters (52"14) Anna Hopkin (53"46)                             | 3'49"04     | Q    |
| 5    | 2        | 6      | Francia       | Mary-Ambre Moluh (1'01"96) Antoine Viquerat (1'00"83) Clément Secchi (51"69) Lucile Tessariol (55"44)           | 3'49"92     | Q    |
| 6    | 2        | 7      | Italia        | Michele Lamberti (54"67) Francesca Fangio (1'07"87) Ilaria Bianchi (58"55) Leonardo Deplano (49"10)             | 3'50"19     | Q    |
| 7    | 2        | 5      | Grecia        | Apostolos Christou (54"49) Konstantinos Meretsolias (1'01"28) Anna Ntountounaki (59"46) Theodōra Drakou (55"36) | 3'50"59     | Q    |
| 8    | 1        | 2      | Israele       | Aviv Barzelay (1'02"34) Kristian Pitshugin (1'00"93) Ron Polonsky (53"14) Anastasya Gorbenko (54"26)            | 3'50"67     | Q    |
| 9    | 2        | 4      | Svezia        | Hanna Rosvall (1'01"99) Daniel Räisänen (1'00"96) Oskar Hoff (53"46) Sofia Åstedt (55"48)                       | 3'51"89     |      |
| 10   | 1        | 5      | Svizzera      | Nina Kost (1'02"55) Jérémy Desplanches (1'00"36) Julia Ullmann (1'00"08) Nils Liess (49"71)                     | 3'52"70     |      |
| 11   | 2        | 1      | Irlanda       | Danielle Hill (1'03"15) Eoin Corby (1'01"35) Brendan Hyland (53"20) Victoria Catterson (55"45)                  | 3'53"15     |      |
| 12   | 2        | 2      | Estonia       | Armin Evert Lelle (56"96) Maria Romanjuk (1'10"82) Daniel Zaitsev (52"35) Aleksa Gold (56"27)                   | 3'56"40     |      |
| 13   | 2        | 8      | Slovacchia    | Tamara Potocká (1'04"32) Andrea Podmaníková (1'10"82) Ádám Halás (54"59) Matej Duša (49"63)                     | 3'59"36     |      |
| DNS  | 2        | 3      | Austria       | - | Non partiti |      |
| DNS  | 1        | 1      | Spagna        | - | Non partiti |      |

### Finale
| Pos. | Corsia | Nazione       | Atleta | Tempo   | Note |
| ---- | ------ | ------------- | --- | ------- | ---- |
|      | 4      | Paesi Bassi   | Kira Toussaint (59"49) Arno Kamminga (59"19) Nyls Korstanje (50"72) Marrit Steenbergen (52"33)                  | 3'41"73 |      |
|      | 7      | Italia        | Thomas Ceccon (52"82) Nicolò Martinenghi (58"13) Elena Di Liddo (58"49) Silvia Di Pietro (54"17)                | 3'43"61 |      |
|      | 6      | Gran Bretagna | Medi Harris (1'00"20) James Wilby (59"31) Jacob Peters (51"84) Anna Hopkin (53"34)                              | 3'44"69 |      |
| 4    | 3      | Polonia       | Paulina Peda (1'00"64) Dawid Wiekiera (59"22) Jakub Majerski (51"13) Aleksandra Polańska (54"21)                | 3'45"20 |      |
| 5    | 5      | Germania      | Ole Braunschweig (53"85) Lucas Matzerath (59"25) Angelina Köhler (58"36) Nele Schulze (55"08)                   | 3'46"54 |      |
| 6    | 2      | Francia       | Emma Terebo (1'00"93) Antoine Viquerat (1'00"14) Marie Wattel (57"57) Charles Rihoux (48"13)                    | 3'46"77 |      |
| 7    | 1      | Grecia        | Apostolos Christou (53"05) Konstantinos Meretsolias (1'00"87) Anna Ntountounaki (57"92) Theodōra Drakou (55"60) | 3'47"44 |      |
| 8    | 8      | Israele       | Aviv Barzelay (1'01"75) Kristian Pitshugin Ron Polonsky Anastasya Gorbenko                                      | DSQ     |      |